# Melodia proibita
Melodia proibita è un singolo del cantautore italiano Irama, pubblicato il 18 giugno 2021.

## Video musicale
Il video, diretto da Davide Vicari e girato sull'isola di Ibiza e nelle acque turchesi di Formentera, è stato pubblicato il 6 luglio 2021 sul canale YouTube del cantautore.

## Tracce
Testi e musiche di Dario Faini, Filippo Maria Fanti, Francesco Monti, Giulio Nenna, Giuseppe Colonnelli e Lorenzo Galli.
1. Melodia proibita – 3:15

## Classifiche

### Classifiche settimanali
| Classifica (2021) | Posizione massima |
| ----------------- | ----------------- |
| Italia            | 19                |

### Classifiche di fine anno
| Classifica (2021) | Posizione |
| ----------------- | --------- |
| Italia            | 65        |